# Еббс
Еббс (нім. Ebbs) — містечко й політична громада округу Куфштайн у землі Тіроль, Австрія.
Еббс лежить на висоті 475 м над рівнем моря і займає площу 40,07 км². Громада налічує 5239 мешканців.
Густота населення 131/км².
Еббс лежить у долині річки Інн, на її східному березі поряд із кордоном із Німеччиною. Це одне з найбільших поселень у районі Куфштайна.
|                               |
| Еббс на мапі округу та землі. |

 Адреса управління громади: Kaiserbergstraße 7, 6341 Ebbs

## Галерея

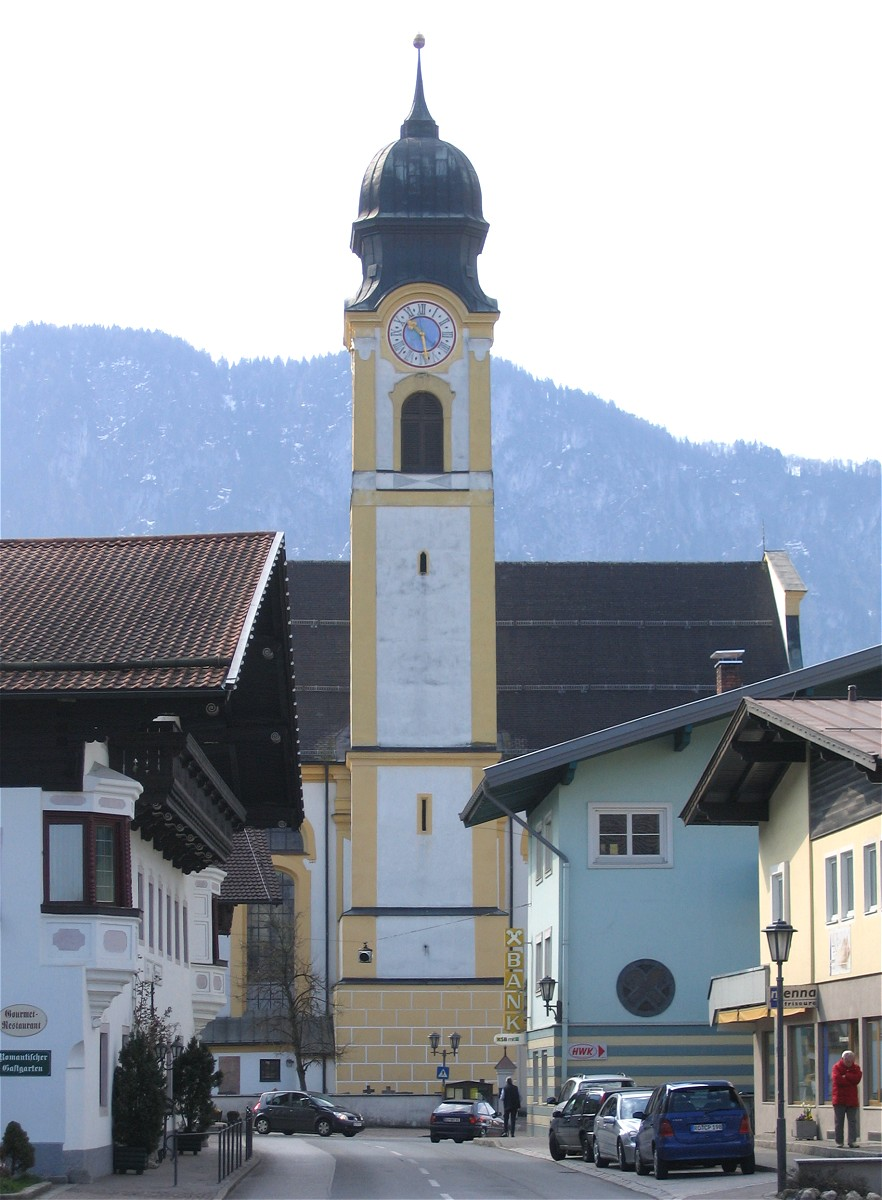
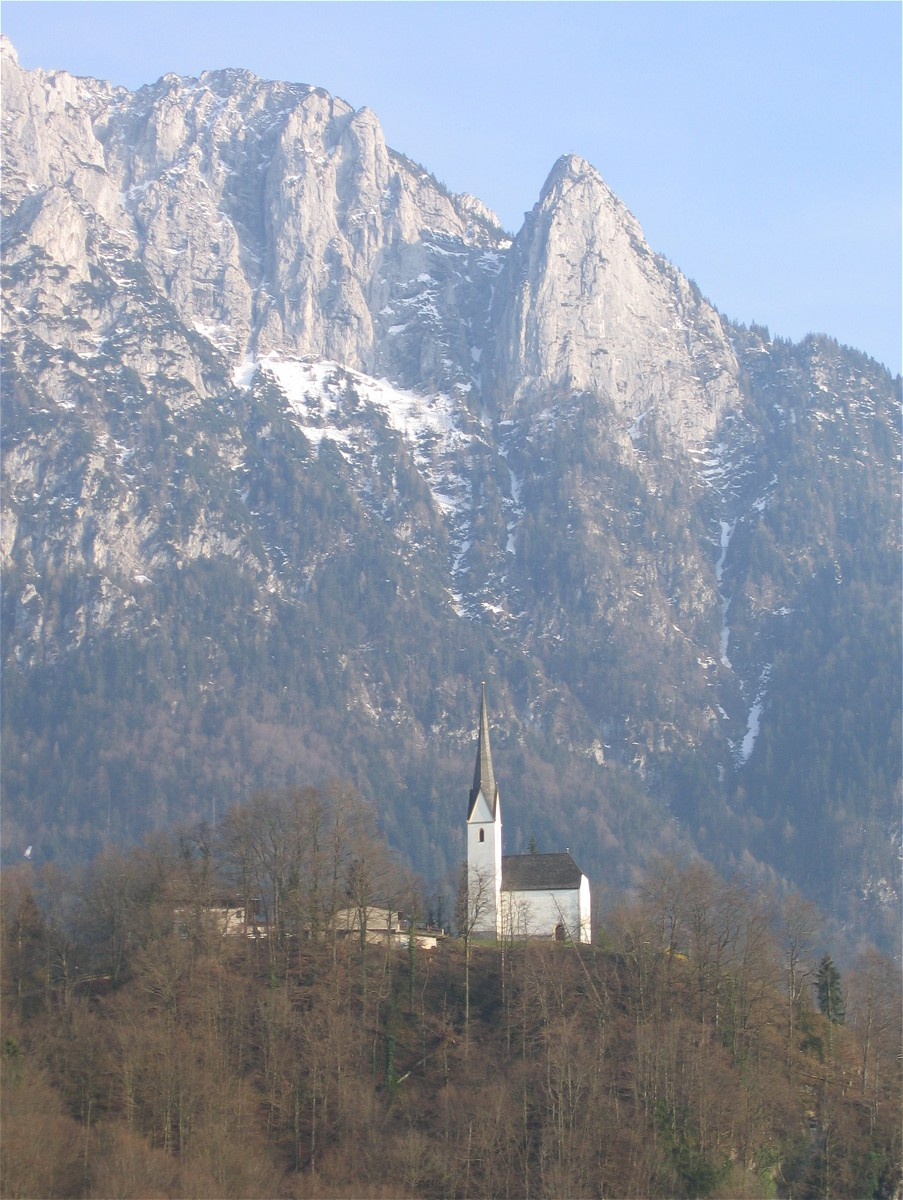
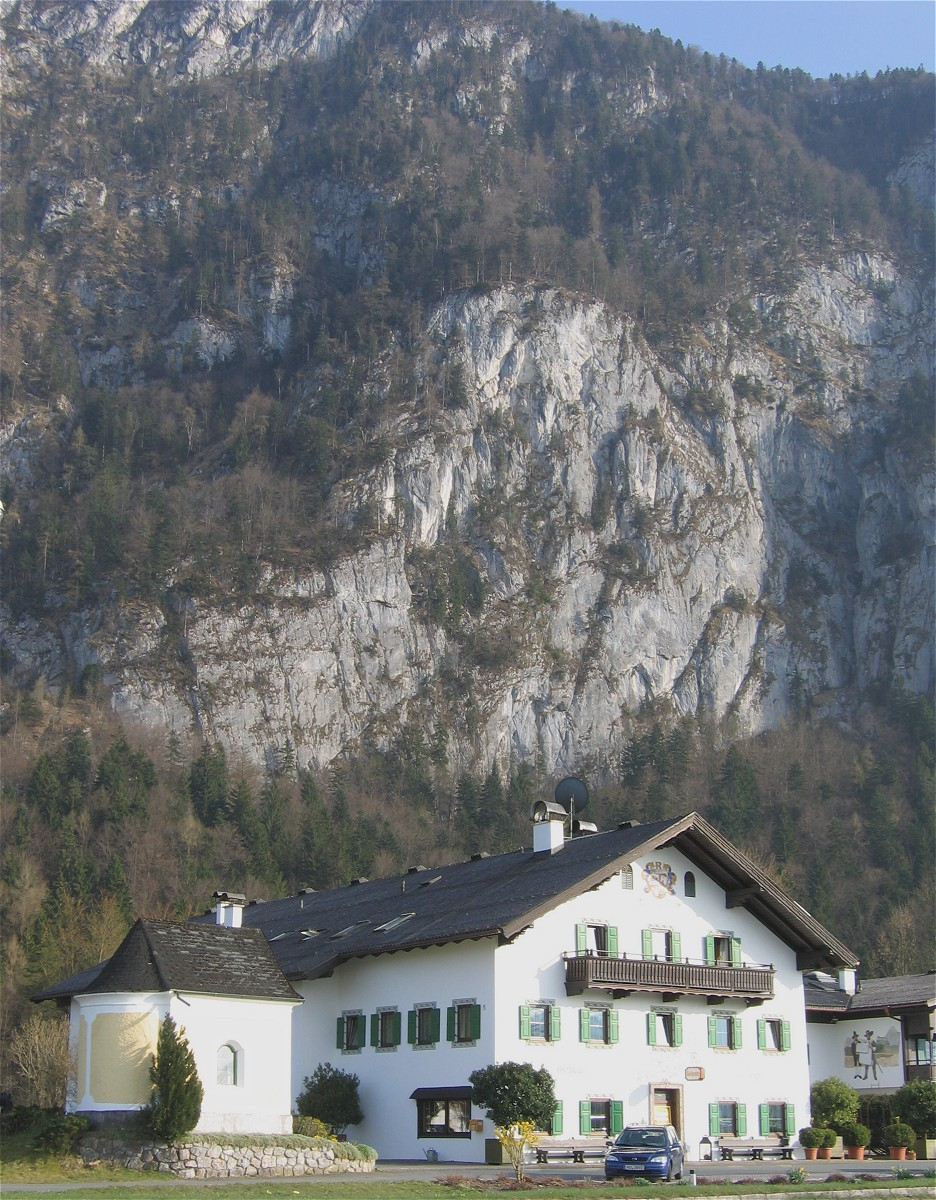
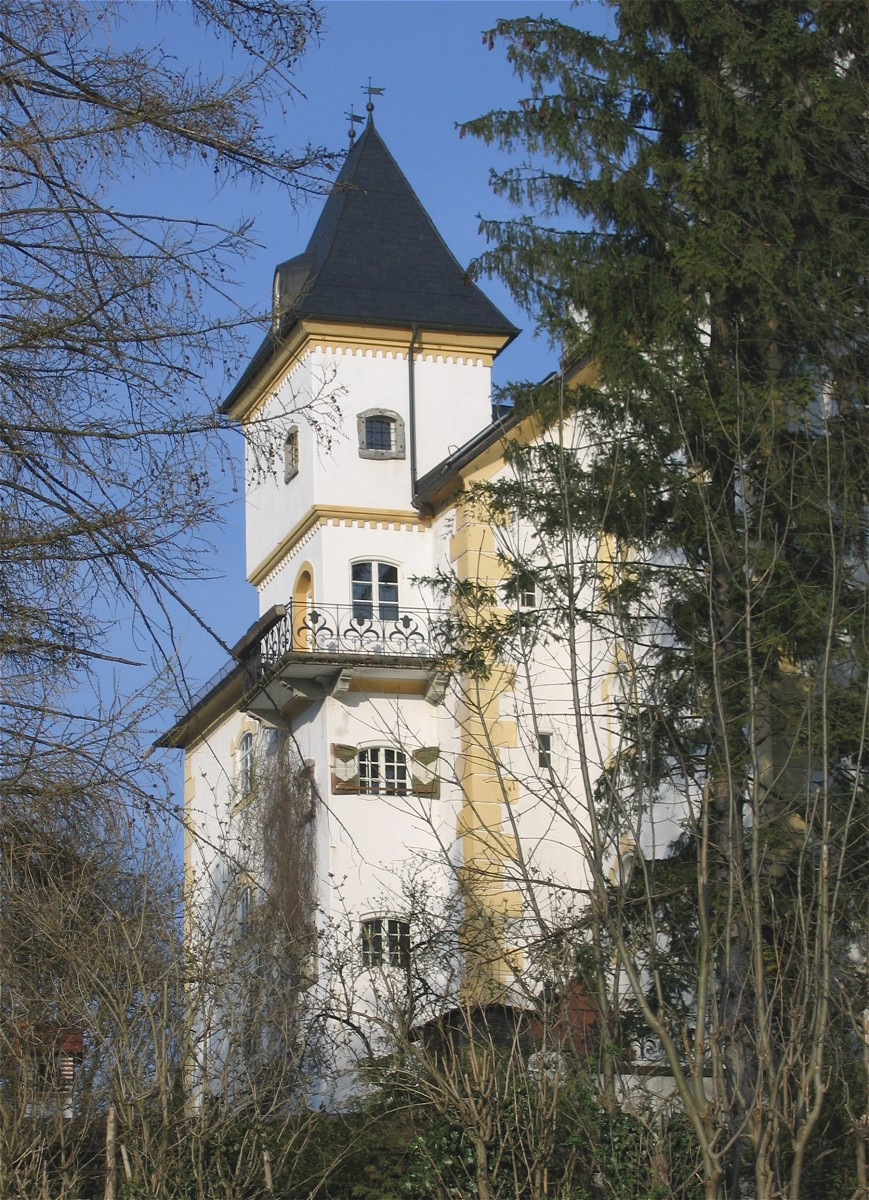